# Arthur König
Arthur König, född 1895, död 1969, var en tysk astronom.
Han var verksam vid observatoriet i Heidelberg.
Minor Planet Center listar honom som A. Konig och som upptäckare av 1 asteroid.
Tillmannans med astronomerna Gerhard Jackisch och Wolfgang Wenzel upptäckte han asteroiden 3815 König. Den uppkallades senare efter honom.